# World Science Fiction Convention

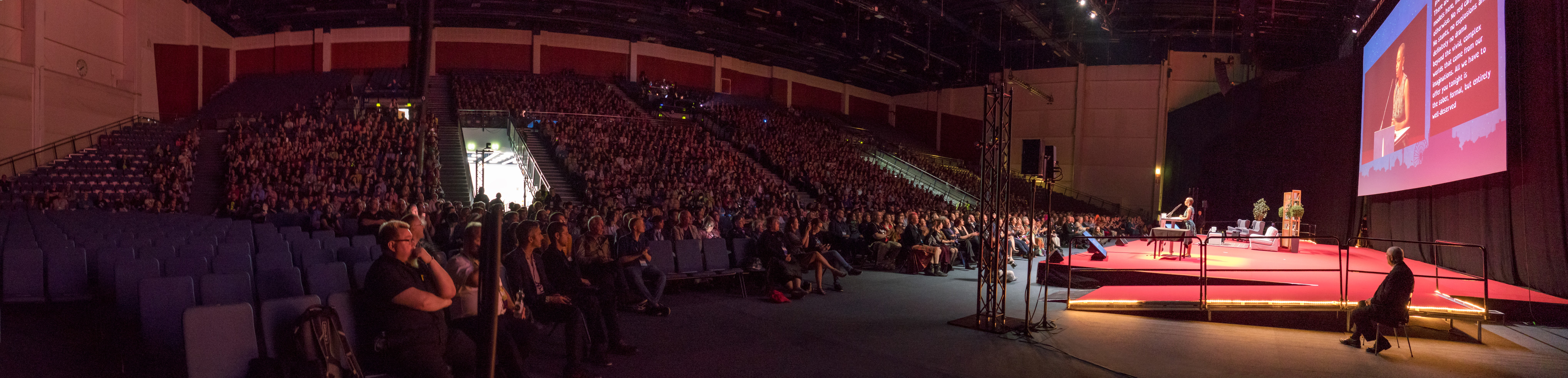
World Science Fiction Convention à Helsinki en 2017.

La World Science Fiction Convention ou plus communément la Worldcon est la plus ancienne convention de science-fiction.
Elle s'est tenue de 1939 à 1941 puis après la Seconde Guerre mondiale tous les ans depuis 1946.

## Choix du lieu
La plupart des Worldcons se déroulent en Amérique du Nord, bien que certaines aient eu lieu au Royaume-Uni, en Allemagne, en Australie au Canada ou aux Pays-Bas. La Worlcon de 2007 a eu lieu au Japon, celle de 2009 à Montréal, celle de 2010 en Australie et celle de 2014 à Londres. Lorsque la convention a lieu hors de l'Amérique du Nord, une convention parallèle a lieu la même année : La North American Science Fiction Convention ou NASFiC.
Le titre Worldcon est la propriété de la World Science Fiction Society dont les membres sont les participants à la Worldcon. Ce sont habituellement les associations locales qui émettent le souhait d'accueillir la convention. Le lieu est voté deux ans en avance par les membres de la Worldcon en cours.

## Prix Hugo
Les membres de la Worldcon votent pour des œuvres de science-fiction de l'année précédente. Les gagnants reçoivent un prix Hugo. Les principales catégories sont pour des œuvres écrites (romans, nouvelles, etc.) mais le prix n'est pas limité aux œuvres littéraires.